# Double mixte de badminton aux Jeux olympiques d'été de 2020
Pour un article plus général, voir Badminton aux Jeux olympiques d'été de 2020.
Navigation
Rio 2016 Paris 2024
Le tournoi de double mixte de badminton aux Jeux olympiques d'été de 2020 de Tokyo se déroule au Musashino Forest Sports Plaza du 24 au 30 juillet 2021.

## Résumé
Lors de la phase de groupes, les quatre têtes de série se qualifient pour le tour suivant. Les deux paires chinoises terminent à la première place de leurs groupes (Zheng Siwei / Huang Yaqiong dans le groupe A et Wang Yilyu / Huang Dongping dans le groupe D) tandis que dans les deux autres groupes, les autres têtes de série doivent se contenter des deuxièmes places, rebattant ainsi les cartes pour les quarts de finale.
Lors des quarts, les deux paires chinoises (numéros 1 et 2), se qualifient facilement pour les demi-finales tandis que les thaïlandaises Dechapol Puavaranukroh et Sapsiree Taerattanachai, têtes de série numéro 4, sont éliminées par les japonais Yuta Watanabe et Arisa Higashino.
Lors de la finale 100% chinoise, ce sont Wang Yilyu et Huang Dongping, les numéros 2, qui l'emportent à l'issue d'un match disputé (21-17, 17-21, 21-19).
La médaille de bronze est remportée par les japonais Yuta Watanabe et Arisa Higashino. Ce sera la seule médaille décrochée par le Japon lors du tournoi olympique de badminton.

## Format de la compétition
La compétition se déroule en 2 parties : une phase de poule et, à l'issue de celle-ci, une série de matches à élimination directe jusqu'à la finale.

## Têtes de séries
| N° | Joueurs                                                | Résultat          | Élimination par                 |
| -- | ------------------------------------------------------ | ----------------- | ------------------------------- |
| 1  | Zheng Siwei / Huang Yaqiong (CHN)                      | Médaille d'argent | Wang Yilyu / Huang Dongping     |
| 2  | Wang Yilyu / Huang Dongping (CHN)                      | Médaille d'or     | Zheng Siwei / Huang Yaqiong     |
| 3  | Dechapol Puavaranukroh / Sapsiree Taerattanachai (THA) | Quart de finale   | Yuta Watanabe / Arisa Higashino |
| 4  | Praveen Jordan / Melati Daeva Oktavianti (INA)         | Quart de finale   | Zheng Siwei / Huang Yaqiong     |

## Phase de groupes
- Les deux premiers de chaque groupe sont qualifiés pour les quarts de finale.

| Cl. | Joueurs                               | Pts | J | G | P | SG | SP | PG  | PP  |
| --- | ------------------------------------- | --- | - | - | - | -- | -- | --- | --- |
| 1   | Zheng Siwei / Huang Yaqiong (CHN)     | 3   | 3 | 3 | 0 | 6  | 0  | 127 | 81  |
| 2   | Seo Seung-jae / Chae Yoo-jung (KOR)   | 2   | 3 | 2 | 1 | 4  | 3  | 131 | 99  |
| 3   | Robin Tabeling / Selena Piek (NED)    | 1   | 3 | 1 | 2 | 3  | 4  | 124 | 104 |
| 4   | Adham Hatem Elgamal / Doha Hany (EGY) | 0   | 3 | 0 | 3 | 0  | 6  | 38  | 126 |

| 24 juillet | Zheng Siwei Huang Yaqiong   | 21-5, 21-10         | Adham Hatem Elgamal Doha Hany |
| 24 juillet | Seo Seung-jae Chae Yoo-jung | 16-21, 21-15, 21-11 | Robin Tabeling Selena Piek    |
| 25 juillet | Zheng Siwei Huang Yaqiong   | 21-15, 22-20        | Robin Tabeling Selena Piek    |
| 25 juillet | Seo Seung-jae Chae Yoo-jung | 21-7, 21-3          | Adham Hatem Elgamal Doha Hany |
| 26 juillet | Robin Tabeling Selena Piek  | 21-9, 21-4          | Adham Hatem Elgamal Doha Hany |
| 26 juillet | Zheng Siwei Huang Yaqiong   | 21-14, 21-17        | Seo Seung-jae Chae Yoo-jung   |

| Cl. | Joueurs                                                | Pts | J | G | P | SG | SP | PG  | PP  |
| --- | ------------------------------------------------------ | --- | - | - | - | -- | -- | --- | --- |
| 1   | Marcus Ellis / Lauren Smith (GBR)                      | 3   | 3 | 3 | 0 | 6  | 0  | 126 | 98  |
| 2   | Dechapol Puavaranukroh / Sapsiree Taerattanachai (THA) | 2   | 3 | 2 | 1 | 4  | 2  | 115 | 85  |
| 3   | Thom Gicquel / Delphine Delrue (FRA)                   | 1   | 3 | 1 | 2 | 2  | 4  | 101 | 109 |
| 4   | Joshua Hurlburt-Yu / Josephine Wu (CAN)                | 0   | 3 | 0 | 3 | 0  | 6  | 76  | 126 |

| 24 juillet | Marcus Ellis Lauren Smith                      | 21-18, 21-17 | Thom Gicquel Delphine Delrue    |
| 24 juillet | Dechapol Puavaranukroh Sapsiree Taerattanachai | 21-13, 21-6  | Joshua Hurlburt-Yu Josephine Wu |
| 25 juillet | Dechapol Puavaranukroh Sapsiree Taerattanachai | 21-9, 21-15  | Thom Gicquel Delphine Delrue    |
| 25 juillet | Marcus Ellis Lauren Smith                      | 21-13, 21-19 | Joshua Hurlburt-Yu Josephine Wu |
| 26 juillet | Dechapol Puavaranukroh Sapsiree Taerattanachai | 12-21, 19-21 | Marcus Ellis Lauren Smith       |
| 26 juillet | Thom Gicquel Delphine Delrue                   | 21-12, 21-13 | Joshua Hurlburt-Yu Josephine Wu |

| Cl. | Joueurs                                        | Pts | J | G | P | SG | SP | PG  | PP  |
| --- | ---------------------------------------------- | --- | - | - | - | -- | -- | --- | --- |
| 1   | Yuta Watanabe / Arisa Higashino (JPN)          | 3   | 3 | 3 | 0 | 6  | 1  | 146 | 93  |
| 2   | Praveen Jordan / Melati Daeva Oktavianti (INA) | 2   | 3 | 2 | 1 | 4  | 3  | 130 | 135 |
| 3   | Mathias Christiansen / Alexandra Bøje (DEN)    | 1   | 3 | 1 | 2 | 3  | 4  | 131 | 127 |
| 4   | Simon Leung / Gronya Somerville (AUS)          | 0   | 3 | 0 | 3 | 1  | 6  | 94  | 146 |

| 24 juillet | Yuta Watanabe Arisa Higashino          | 20-22, 21-11, 21-15 | Mathias Christiansen Alexandra Bøje |
| 24 juillet | Praveen Jordan Melati Daeva Oktavianti | 20-22, 21-17, 21-13 | Simon Leung Gronya Somerville       |
| 25 juillet | Praveen Jordan Melati Daeva Oktavianti | 24-22, 21-19        | Mathias Christiansen Alexandra Bøje |
| 25 juillet | Yuta Watanabe Arisa Higashino          | 21-7, 21-15         | Simon Leung Gronya Somerville       |
| 26 juillet | Praveen Jordan Melati Daeva Oktavianti | 13-21, 10-21        | Yuta Watanabe Arisa Higashino       |
| 26 juillet | Mathias Christiansen Alexandra Bøje    | 21-6, 21-14         | Simon Leung Gronya Somerville       |

| Cl. | Joueurs                               | Pts | J | G | P | SG | SP | PG  | PP  |
| --- | ------------------------------------- | --- | - | - | - | -- | -- | --- | --- |
| 1   | Wang Yilyu / Huang Dongping (CHN)     | 3   | 3 | 3 | 0 | 6  | 0  | 129 | 101 |
| 2   | Tang Chun Man / Tse Ying Suet (HKG)   | 2   | 3 | 2 | 1 | 4  | 4  | 145 | 155 |
| 3   | Mark Lamsfuß / Isabel Herttrich (GER) | 1   | 3 | 1 | 2 | 3  | 4  | 139 | 135 |
| 4   | Chan Peng Soon / Goh Liu Ying (MAS)   | 0   | 3 | 0 | 3 | 1  | 6  | 114 | 136 |

| 24 juillet | Wang Yilyu Huang Dongping   | 24-22, 21-17        | Mark Lamsfuß Isabel Herttrich |
| 24 juillet | Chan Peng Soon Goh Liu Ying | 18-21, 21-10, 16-21 | Tang Chun Man Tse Ying Suet   |
| 25 juillet | Chan Peng Soon Goh Liu Ying | 12-21, 15-21        | Mark Lamsfuß Isabel Herttrich |
| 25 juillet | Wang Yilyu Huang Dongping   | 21-12, 21-18        | Tang Chun Man Tse Ying Suet   |
| 26 juillet | Tang Chun Man Tse Ying Suet | 22-20, 20-22, 21-16 | Mark Lamsfuß Isabel Herttrich |
| 26 juillet | Wang Yilyu Huang Dongping   | 21-13, 21-19        | Chan Peng Soon Goh Liu Ying   |

## Phase à élimination directe
|  |                                      |                       |                       |                 |                        |                            |    |             |                        |                               |                               |                               |                               |                               |        |        |        |        |        |  |  |
|  | Quart de finale                      | Quart de finale       | Quart de finale       | Quart de finale | Quart de finale        |                            |    | Demi-finale | Demi-finale            | Demi-finale                   | Demi-finale                   | Demi-finale                   |                               |                               | Finale | Finale | Finale | Finale | Finale |  |  |
|  | 28 juillet                           |                       |                       |                 |                        |                            |    |             |                        |                               |                               |                               |                               |                               |        |        |        |        |        |  |  |
|  |                                      |                       |                       |                 |                        |                            |    |             |                        |                               |                               |                               |                               |                               |        |        |        |        |        |  |  |
|  | Zheng / Huang Y. (CHN)               | (1)                   | 21                    | 21              |                        |                            |    |             |                        |                               |                               |                               |                               |                               |        |        |        |        |        |  |  |
|  | Zheng / Huang Y. (CHN)               | (1)                   | 21                    | 21              | 29 juillet             |                            |    |             |                        |                               |                               |                               |                               |                               |        |        |        |        |        |  |  |
|  | Jordan / Oktavianti (INA)            | (4)                   | 17                    | 15              |                        |                            |    |             |                        |                               |                               |                               |                               |                               |        |        |        |        |        |  |  |
|  | Jordan / Oktavianti (INA)            | (4)                   | 17                    | 15              | Zheng / Huang Y. (CHN) | (1)                        | 21 | 21          |                        |                               |                               |                               |                               |                               |        |        |        |        |        |  |  |
|  |                                      |                       |                       |                 |                        | (1)                        | 21 | 21          |                        |                               |                               |                               |                               |                               |        |        |        |        |        |  |  |
|  |                                      |                       | Tang / Tse (HKG)      |                 | 16                     | 12                         |    |             |                        |                               |                               |                               |                               |                               |        |        |        |        |        |  |  |
|  | Ellis / Smith (GBR)                  |                       | Tang / Tse (HKG)      | 13              | 16                     | 12                         | 18 |             |                        |                               |                               |                               |                               |                               |        |        |        |        |        |  |  |
|  | Ellis / Smith (GBR)                  |                       |                       | 13              |                        |                            | 18 | 30 juillet  |                        |                               |                               |                               |                               |                               |        |        |        |        |        |  |  |
|  | Tang / Tse (HKG)                     |                       | 21                    | 21              |                        |                            |    |             |                        |                               |                               |                               |                               |                               |        |        |        |        |        |  |  |
|  | Tang / Tse (HKG)                     |                       |                       |                 |                        |                            |    |             | Zheng / Huang Y. (CHN) | (1)                           | 17                            | 21                            | 19                            |                               |        |        |        |        |        |  |  |
|  |                                      |                       |                       |                 |                        |                            |    |             | Zheng / Huang Y. (CHN) | (1)                           | 17                            | 21                            | 19                            |                               |        |        |        |        |        |  |  |
|  |                                      | Wang / Huang D. (CHN) | (2)                   | 21              | 17                     | 21                         |    |             |                        |                               |                               |                               |                               |                               |        |        |        |        |        |  |  |
|  | Watanabe / Higashino (JPN)           | Wang / Huang D. (CHN) | (2)                   | 21              | 17                     | 21                         |    | 15          | 21                     | 21                            |                               |                               |                               |                               |        |        |        |        |        |  |  |
|  | Watanabe / Higashino (JPN)           |                       |                       |                 |                        |                            |    | 15          | 21                     | 21                            |                               |                               |                               |                               |        |        |        |        |        |  |  |
|  | Puavaranukroh / Taerattanachai (THA) | (3)                   | 21                    | 16              | 14                     |                            |    |             |                        |                               |                               |                               |                               |                               |        |        |        |        |        |  |  |
|  | Puavaranukroh / Taerattanachai (THA) | (3)                   | 21                    | 16              | 14                     | Watanabe / Higashino (JPN) |    | 23          | 15                     | 14                            |                               |                               |                               |                               |        |        |        |        |        |  |  |
|  |                                      |                       |                       |                 |                        | Watanabe / Higashino (JPN) |    | 23          | 15                     | 14                            |                               |                               |                               |                               |        |        |        |        |        |  |  |
|  |                                      |                       | Wang / Huang D. (CHN) | (2)             | 21                     | 21                         | 21 |             |                        | Match pour la troisième place | Match pour la troisième place | Match pour la troisième place | Match pour la troisième place | Match pour la troisième place |        |        |        |        |        |  |  |
|  | Seo / Chae (KOR)                     |                       | Wang / Huang D. (CHN) | (2)             | 21                     | 21                         | 21 | 9           | 16                     | Match pour la troisième place | Match pour la troisième place | Match pour la troisième place | Match pour la troisième place | Match pour la troisième place |        |        |        |        |        |  |  |
|  | Seo / Chae (KOR)                     |                       |                       |                 |                        |                            |    | 9           | 16                     | 30 juillet                    |                               |                               |                               |                               |        |        |        |        |        |  |  |
|  | Wang / Huang D. (CHN)                | (2)                   | 21                    | 21              |                        |                            |    |             |                        |                               |                               |                               |                               |                               |        |        |        |        |        |  |  |
|  | Wang / Huang D. (CHN)                | (2)                   | 21                    | 21              |                        |                            |    |             |                        |                               |                               |                               |                               | Tang / Tse (HKG)              |        | 17     | 21     |        |        |  |  |
|  |                                      |                       |                       |                 |                        |                            |    |             |                        |                               |                               |                               |                               | Tang / Tse (HKG)              |        | 17     | 21     |        |        |  |  |
|  | Watanabe / Higashino (JPN)           |                       | 21                    | 23              |                        |                            |    |             |                        |                               |                               |                               |                               |                               |        |        |        |        |        |  |  |